# Happy Anniversary and Goodbye
 (mai 2011).
Si vous disposez d'ouvrages ou d'articles de référence ou si vous connaissez des sites web de qualité traitant du thème abordé ici, merci de compléter l'article en donnant les références utiles à sa vérifiabilité et en les liant à la section « Notes et références ».
Happy Anniversary and Goodbye (« Joyeux anniversaire et au revoir ») est un téléfilm américain diffusé le 19 novembre 1974 sur le réseau CBS.

## Fiche technique
- Réalisateur : Jack Donohue
- Scénaristes : Julian Arthur et Arnie Rosen
- Genre : Comédie
- Pays de production : États-Unis
- Langue : Anglais
- Durée : 60 minutes (1 h)

## Distribution
- Lucille Ball : Norma Michaels
- Art Carney : Malcolm Michaels
- Nanette Fabray : Fay
- Peter Marshall (en) : Greg Carter
- Don Porter : Ed "Mad Dog" Murphy
- Arnold Schwarzenegger : Rico